# Преславско благо
Преславско благо (буг. Преславско съкровище) јесте археолошки налаз предмета из доба Источног римског царства.

## Проналазак
Благо је сакривено током бурних догађаја између 969. и 972. године током којих је Преслав прво освојио кијевски краљевски кнез Свјатослав I Кијевски а двије године касније византијски цар Јован I Цимискије.
Преславско благо пронађено је у јесен 1978. године у винограду у Кастани, 3 км северозападно од друге бугарске пријестонице Великог Преслава. Благо је пронађено 11. априла 1978. године у атару Кастана, од стране жене које су радиле у локалној задрузи. Благо је пронашла осамдесеттрогодишња Маријка Вичева Чочева, која је стекла надимак Маријка Златна.
Ископавања која су услиједила открила су више од 170 златних, сребрних и бронзаних предмета, укључујући 15 сребрених византијских новчића који су припадали Константину VII Порфирогениту, Роману II (945. и 959.) и другим артефактима који датирају из периода између III и VII стољећа.

## Предмети
У изради украса, дугмади и другог коришћено је неколико техника израде накита: поред стандардног ливења у калупе, завариване су мале златне куглица (грануле) и примјењивана је техника финог филиграна од златне жиц те уметања бисера и разнобојног емајла.
Власник огрлице је вероватно је вјероватно сматрао да је Богородица његов или њен светитељ-заштитник. Богородица је приказана на оба медаљона. Могуће је да је Петар I Бугарски поклонио овај накит својој невести византијској принцези Ирини Лекапене, 927. године у Цариграду. Претпоставља се да је огрлица била свадбени поклон јер мотиви водених птица симболизују породичну срећу и верност.

## Галерија
- Огрлица од злата, емајла, рубина, гранита, кристала и бисера, IX—X стољеће
- Наушнице из VI—VII столећа
- Медаљон, VI—VII стољеће
- Медаљон од злата, смарагда и бисера, VI—VII стољеће